# Mouchamps
 Mouchamps ist eine französische Gemeinde mit 2986 Einwohnern (Stand 1. Januar 2022) im Département Vendée in der Region Pays de la Loire; sie gehört zum Arrondissement La Roche-sur-Yon und zum Kanton Les Herbiers.

## Nachbargemeinden
- Les Herbiers
- Saint-Paul-en-Pareds
- Le Boupère
- Rochetrejoux
- Saint-Prouant
- Saint-Germain-de-Prinçay
- Saint-Vincent-Sterlanges
- Sainte-Cécile
- L’Oie
- Vendrennes

## Bevölkerungsentwicklung
| Jahr      | 1962 | 1968 | 1975 | 1982 | 1990 | 1999 | 2008 |
| Einwohner | 2554 | 2434 | 2235 | 2293 | 2398 | 2442 | 2580 |

## Sehenswürdigkeiten
Siehe auch: Liste der Monuments historiques in Mouchamps
- Grab von Georges Clemenceau
- Schloss Le Parc Soubise (Ende 18. Jahrhundert, Monument historique)
- Schloss Masson
- Logis du Colombier, Besitz der Familie Clemenceau

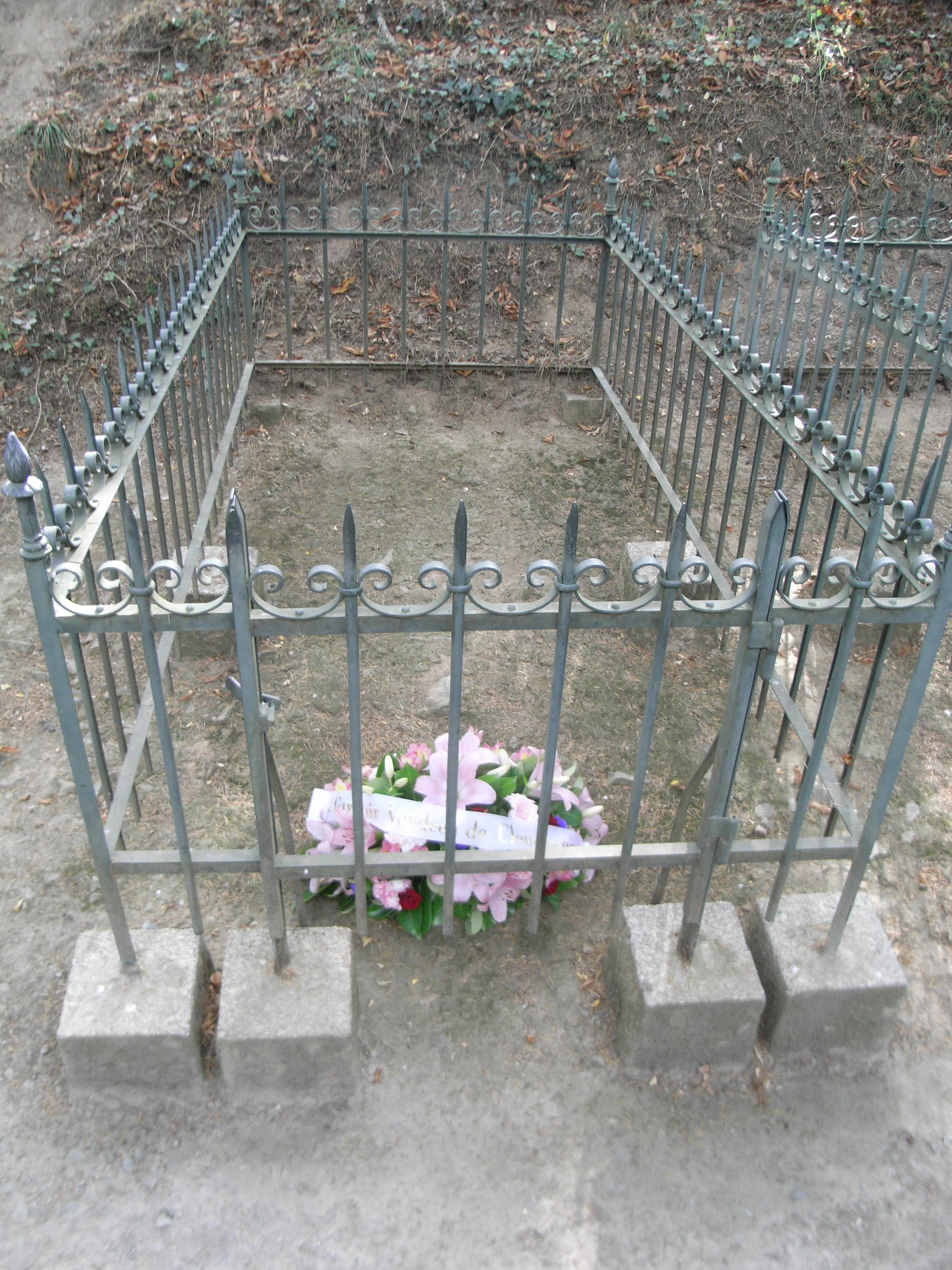
Grab Clemenceaus
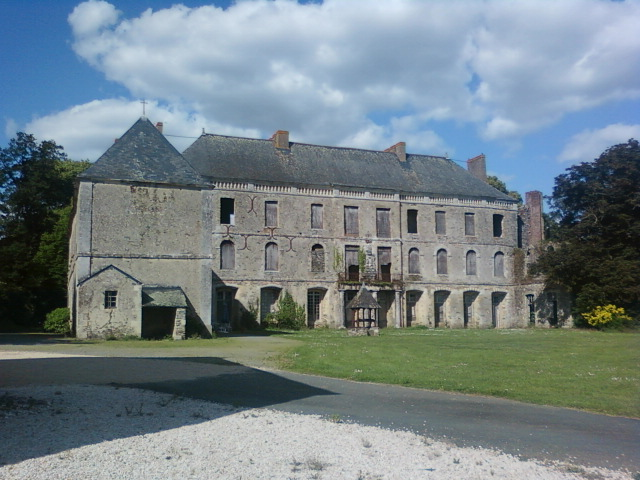
Schloss Le Parc Soubise

## Persönlichkeiten
- Gui L’Archevêque, Seigneur de Soubise, de Taillebourg et de Mouchamps 1327/63
- François Viète (Vieta, 1540–1603), Mathematiker, erstellte seine ersten Arbeiten in Mouchamps
- Catherine de Parthenay (1554–1631), Humanistin und Literatin, geboren und gestorben in Mouchamps
- Pierre-Paul Clemenceau (1749–1825), Bürgermeister von Mouchamps
- Georges Clemenceau (1841–1929), Staatspräsident, in Mouchamps bestattet
- René Guilbaud (1890–1928), Pilot, als Begleiter Roald Amundsens auf der Suche nach Umberto Nobile verschollen, geboren in Mouchamps
- André Ducasse (* 1894 in Mouchamps), Schriftsteller, Ritter der Ehrenlegion
- Antoine Dubreil (1897–1982), Autorennfahrer
- Frédéric Bourdin (* 1974), Krimineller („Das Chamäleon“), in Mouchamps aufgewachsen